# 藤本光正
藤本 光正（ふじもと みつまさ、1982年 - ）は、日本の実業家。プロバスケットボールチーム宇都宮ブレックスを運営する株式会社栃木ブレックスの代表取締役社長を務める。

## 来歴
東京都に生まれる。高校時代にプロバスケットボール選手を目指してアメリカ合衆国に留学した。早稲田大学人間科学部スポーツ学科を卒業してリンクアンドモチベーションに就職する。社命により初年度から栃木ブレックスの設立メンバーに指名されて栃木県に移住した。2020年に代表取締役社長に就任する。